# Störer
Störer ist ein Rechtsbegriff, der vorwiegend im Verwaltungsrecht im Sachenrecht und im Polizei-Alltag angewendet wird.

## Verwaltungsrecht
Störer im Sinne des Verwaltungs- bzw. Polizeirechts sind Personen, die für eine Beeinträchtigung der öffentlichen Sicherheit und Ordnung verantwortlich sind. Gegen diese Beeinträchtigung wird mit Mitteln der Gefahrenabwehr vorgegangen. Die Beeinträchtigung kann an ein gefährliches Handeln (dann: Handlungs- oder Verhaltensstörer) oder an die Verantwortlichkeit für den gefahrbringenden Zustand einer Sache (dann: Zustandsstörer) anknüpfen. Neben diesen beiden Grundformen der polizei- und ordnungsrechtlichen Verantwortlichkeit existieren auch Sonderformen der Störerhaftung wie die Sanierungspflichtigen nach § 4 Abs. 3 und Abs. 6 Bundes-Bodenschutzgesetz (u. a. der Gesamtrechtsnachfolger des Verursachers, der Derelinquent und der frühere Eigentümer).

## Sachenrecht
Störer im Sinne des Sachenrechts sind Rechtssubjekte, die auf andere Weise als durch Entziehung des Besitzes für die Beeinträchtigung des Eigentums einer Person verantwortlich sind. Sie können daher Adressat eines Beseitigungs- oder Unterlassungsanspruchs des Eigentümers sein (§ 1004 BGB).
Beeinträchtigungen sind beispielsweise unbefugtes Betreten eines Grundstückes oder Verursachung übermäßiger Immissionen.
Unterschieden wird zwischen Handlungsstörer und Zustandsstörer wie folgt:
- Handlungsstörer ist, wer die Einwirkung auf eine fremde Sache durch seine Handlung oder durch pflichtwidriges Unterlassen adäquat verursacht. Unmittelbarer Störer ist, wer durch eine eigenständige Handlung die Beeinträchtigung bewirkt. Wer die Beeinträchtigung durch die Handlung eines Dritten verursachen lässt, ist mittelbarer Störer.
- Zustandsstörer ist der Eigentümer, Besitzer oder Verfügungsbefugte einer Sache, von der eine Beeinträchtigung ausgeht, die sich wenigstens mittelbar auf seinen Willen zurückführen lässt.

## Urheberrecht
Eine besondere Form der Störerhaftung betrifft das Filesharing. 
Störer im Sinne des Urheberrechts sind Personen, die für die Verletzung von Urheberrechten oder Leistungsschutzrechten verantwortlich sind. 
Als Störer kann nach § 97 UrhG bei der Verletzung absoluter Rechte auf Unterlassung in Anspruch genommen werden, wer – ohne Täter oder Teilnehmer zu sein – in irgendeiner Weise willentlich und adäquat kausal zur Verletzung des geschützten Rechts beiträgt. Dabei kann als Beitrag auch die Unterstützung oder Ausnutzung der Handlung eines eigenverantwortlich handelnden Dritten genügen, sofern der in Anspruch Genommene die rechtliche Möglichkeit zur Verhinderung dieser Handlung hatte. Da die Störerhaftung nicht über Gebühr auf Dritte erstreckt werden darf, die die rechtswidrige Beeinträchtigung nicht selbst vorgenommen haben, setzt die Haftung des Störers allerdings die Verletzung zumutbarer Verhaltenspflichten, insbesondere von Prüfpflichten, voraus. Ob und inwieweit dem Störer als in Anspruch Genommenem eine Prüfung zuzumuten ist, richtet sich nach den jeweiligen Umständen des Einzelfalls unter Berücksichtigung seiner Funktion und Aufgabenstellung sowie mit Blick auf die Eigenverantwortung desjenigen, der die rechtswidrige Beeinträchtigung selbst unmittelbar vorgenommen hat. Eine Prüfpflicht kann bereits mit Inbetriebnahme einer technischen Einrichtung entstehen, setzt dann aber eine schon dadurch eintretende Gefährdung absoluter Rechtsgüter Dritter voraus. Störer in diesem Sinne können daher Adressat eines Unterlassungsanspruchs des Rechteinhabers sein. 
Werden beispielsweise leistungsschutzrechtlich geschützte Computerspiele (§ 69a UrhG) in einer Internettauschbörse zum Download angeboten oder sonst öffentlich zugänglich gemacht (§ 19a UrhG), kann der Rechteinhaber gegen den Internetanschlussinhaber vorgehen.
Nach Ansicht des Bundesgerichtshofs genügen Eltern ihrer Aufsichtspflicht über ein normal entwickeltes dreizehnjähriges Kind, das ihre grundlegenden Gebote und Verbote befolgt, regelmäßig bereits dadurch, dass sie das Kind über das Verbot einer rechtswidrigen Teilnahme an Internettauschbörsen belehren. Eine Verpflichtung der Eltern, die Nutzung des Internets durch das Kind zu überwachen, besteht grundsätzlich nicht. Zu derartigen Maßnahmen sind Eltern erst verpflichtet, wenn sie konkrete Anhaltspunkte für eine rechtsverletzende Nutzung des Internetanschlusses durch das Kind haben.